# Мегва
Мегва — упразднённое село в Акушинском районе Дагестана. На момент упразднения входило в состав Гапшиминского сельсовета. В конце 1960-х годов включено в состав села Гапшима.

## География
Располагалось на правом берегу реки Акуша, ниже впадения в неё правобережного безымянного притока, который разделял села Мегва и Гапшима. В настоящее время представляет собой микрорайон в северной части села Гапшима.

## История
До вхождения Дагестана в состав Российской империи селение входило в состав общества Акуша. После присоединения к Российской империи числилось в Мегвинском сельском обществе Акушинского наибства Даргинского округа Дагестанской области. В 1895 году селение состояло из 101 хозяйства. По данным на 1926 год отселок Мегви состоял из 97 хозяйств. В административном отношении входил в состав Гапшиминского сельсовета Левашинского района. С 1934 года в составе Акушинского района. Являлось отделением колхоза имени Тельмана села Гапшима. Последний раз учтено в справочнике административно-территориального деления за 1966 год. В конце 1960-х годов включено в состав села Гапшима.

## Население
| Численность населения | Численность населения | Численность населения | Численность населения | Численность населения | Численность населения |
| 1888                  | 1895                  | 1908                  | 1914                  | 1926                  | 1939                  |
| --------------------- | --------------------- | --------------------- | --------------------- | --------------------- | --------------------- |
| 432                   | ↘403                  | ↗421                  | ↗455                  | ↘324                  | ↗439                  |

По данным Всесоюзной переписи населения 1926 года, в национальной структуре населения даргинцы составляли 100 %